# Alfons Smetsplein
Het Alfons Smetsplein is een plein in de Belgische stad Leuven in de provincie Vlaams-Brabant. Het situeert zich in het stadscentrum, tussen de achterzijde van het Pauscollege (zuidzijde) en de doorgang naar de Aula Pieter De Somer en het Jan Cobbaertplein (westzijde) en de rechtsfaculteit (noordzijde) in de Tiensestraat.
Het nog vrij jonge Alfons Smetsplein kreeg zijn naam van de voormalige Leuvense burgemeester Alfons Smets (1908-1979), de tweede langstzittende burgemeester van Leuven. 
Tot 2018 was het Alfons Smetsplein was een grijs en verhard plein, met weinig groen. Inwoners en bezoekers verwarden het plein vaak verkeerdelijk voor een parking. Onder het plein ligt een parkeergarage waar water naar binnen sijpelde. 
Na de heraanleg in 2020 is het plein een aangename en groene plek met zitbanken- en muurtjes. Het plein heeft speciaal aangepaste ledverlichting. Voorbijgangers vinden in het plein een extra groene ruimte om even te relaxen. Het plein bestaat dezelfde kleiklinkers als het autovrije gedeelte van de Tiensestraat en het Herbert Hooverplein. 

## Geschiedenis
In 1614 werd op deze plaats het Baiuscollege gebouwd, bestemd voor studenten in de Godgeleerdheid. In 1750 werd het college helemaal verbouwd en tijdens de Franse bezetting werd het gedeelte langs de Tiensestraat omgevormd tot kazerne. Later werd in de drie overgebleven huizen het Patria-complex gevestigd, waar de Katholieke Kring van het arrondissement Leuven vergaderzalen inrichtte en ter beschikking stelde van verenigingen. In 1971 werden die gebouwen afgebroken en werd de grond gebruikt als parkeerplaats voor het stadspersoneel. In de jaren 1980 werd het Patria-complex verkocht en wijzigde de hele buurt drastisch van uitzicht. Toen ontstond hier ook de ondergrondse parking in de Tiensestraat, ook vandaag nog de Patria-parking genoemd.

## Water en groen
De nieuwe hemelwaterriool zorgt voor een afzonderlijke afvoer van hemel- en afvalwater. De hemelwaterpijpen van de gebouwen rond het plein voeren hemelwater af naar de plantbakken. 30% van het plein is onthard: tegels werden vervangen door plantvakken en bomen. De plantbakken zijn ontworpen zodat ze water beter bijhouden. Zo kunnen de planten het water opnemen als ze het nodig hebben. In de verhoogde delen van het plein, krijgt het groen meer ruimte om dieper te wortelen, waardoor het ook beter kan groeien.
Het groen bestaat uit een robuust assortiment vaste vorstbestendig planten. In mei bloeit de akelei, een inheems plantje en dankzij de herfstanemonen en de asters zijn er helemaal tot in de herfst bloeiende planten te zien zijn op het plein. De randen van de groene zones zijn vervaardigd uit wit beton en fungeren als zitbanken.
Het plein wordt ’s nachts goed verlicht met grondspots gericht op de bomen en ledstrips in de zitranden die de wandelweg duidelijk aangeven. Het Alfons Smetsplein is toegankelijk voor iedereen. Er zijn hellingen voor mensen die zich verplaatsen met een rolstoel of rollator en voor slechtzienden en blinden zijn de nodige hulpmiddelen voorzien.